# Grand Bé

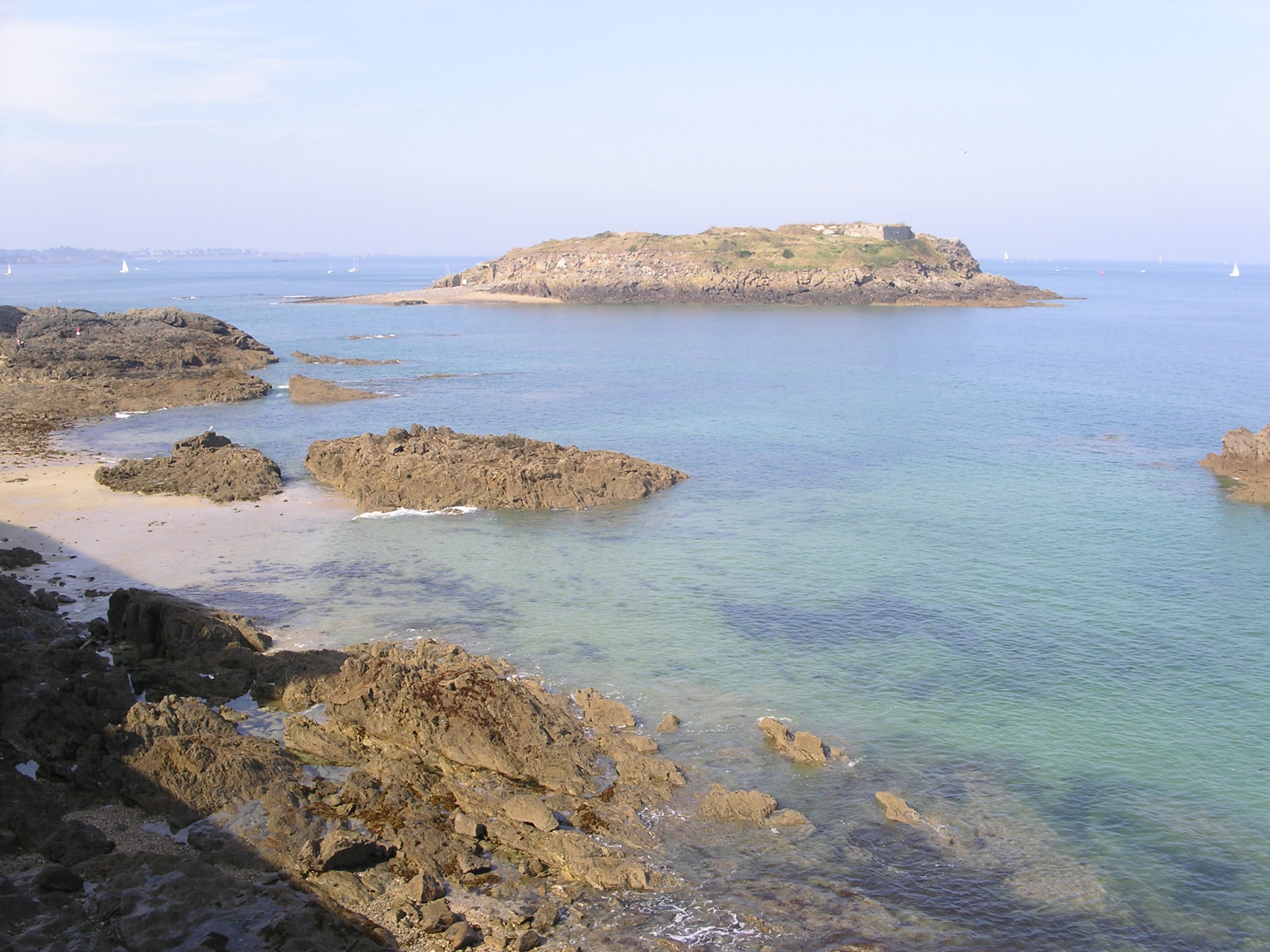
Grand Bé

Grand Bé – wyspa pływowa położona w kanale La Manche, u ujścia rzeki Rance, kilkaset metrów od murów miejskich Saint-Malo. Podczas odpływu można dojść na nią suchą stopą z plaży Bon-Secours. Grand Bé ma około 500 metrów długości. Na wyspie znajdują się ruiny starożytnego fortu oraz miejsce pochówku pochodzącego z Saint-Malo pisarza, François-René de Chateaubrianda. W pobliżu znajduje się także druga, mniejsza wyspa pływowa, Petit Bé.